# Iglesia de San Nicolás (Teherán)
La Iglesia de San Nicolás (en persa: کلیسای سنت نیکولاس) es una iglesia ortodoxa rusa en Teherán, la capital del país asiático de Irán.
A finales del siglo XVI un monje Nicéforo,  fundó la primera parroquia Rusa sobre la entonces tierra de Persia. Una misión espiritual de Rusia estaba operando en Irán a principios del siglo XX, y para 1917 había alrededor de cincuenta iglesias ortodoxas rusas. Durante los próximos tres años, todo lo que había sido creado a lo largo de los tres siglos anteriores se perdió. A principios de 1940, una iglesia rusa apareció en Irán gracias a las donaciones de emigrantes rusos la Catedral de San Nicolás, que estaba bajo la administración de la Iglesia Ortodoxa Rusa en el extranjero. En los años 1980 y 1990, la iglesia fue abandonada poco a poco, y en 1995, a petición de sus feligreses, la Iglesia de San Nicolás fue anexada al patriarcado de Moscú.